# Blake McCormick
 (mai 2016).
Si vous disposez d'ouvrages ou d'articles de référence ou si vous connaissez des sites web de qualité traitant du thème abordé ici, merci de compléter l'article en donnant les références utiles à sa vérifiabilité et en les liant à la section « Notes et références ».
Pour les articles homonymes, voir McCormick.
Blake McCormick est un scénariste de télévision américain né le 19 juin 1977 à Richmond (Virginie).

## Filmographie

### Scénariste
- 2007-2009 : Les Rois du Texas
- 2010-2015 : Cougar Town
- 2016 : Rush Hour

### Producteur
- 2001-2002 : Futurama
- 2001-2002 : X Files : Aux frontières du réel
- 2007-2008 : Les rois du Texas
- 2012 : Perception
- 2016 : Rush Hour